# Спартакистичка лига
Спартакистичка лига је био левичарски марксистички револуционарни покрет организован у Немачкој током и одмах након политички турбулентних година Првог светског рата. Основали су је Карл Либкнехт и Роза Луксембург (која је добила надимак Црвена Роза) заједно са другима попут Кларе Цеткин. Најактивинији период деловања лиге је био током Немачке револуције, 1918, када је покушавала да подстакне револуцију сличну оној коју су извели Бољшевици у Русији пуштањем у промет илегалних субверзивних публикација, попут новина Спартакова писма. Лига је названа по Спартаку, вођи највеће побуне робова у историји Рима. Децембра 1918, лига је постала члан Коминтерне и променила име у Комунистичка партија Немачке (скраћено КПД, од Kommunistische Partei Deutschlands); 1. јануара, 1919, Спартакистичка лига/КПД је извела краткотрајну комунистичку револуцију у Берлину (супротно наређењима руководства), коју су лако сломиле националистичке снаге.
И Роза Луксембург и Карл Либкнехт су били значајни чланови левичарске фракције Социјал-демократске партије Немачке (СПД). Либкнехт је био син оснивача СПД-а, Вилхелма Либкнехта. Одлучили су да оснују независну организацију након што је СПД одлучила да подржи одлуку немачке владе да објави рат Русији, 1914. на почетку Првог светског рата. Осим противљења ономе шта су сматрали империјалистичким ратом, осећали су потребу за револуционарним методама насупрот вођству СПД-а које се одлучило за учествовање у парламентарном процесу. 
Након Руске револуције, 1917. спартакисти су одлучили да агитују за сличан систем, власт која би била базирана на радничким саветима у Немачкој. Роза Луксембург и Карл Либкнехт су били у затвору од 1916. до 1918. због учешћа у организовању јавних демонстрација у Берлину против учешћа Немачке у рату. Након Немачке револуције, која је довела до свргавања цара, и краја рата, почео је период нестабилности и револуција - период који ће трајати до 1923. Либкнехт је прогласио социјалистичку републику у Немачкој са балкона царске Берлинског царског двора новембра 1918, исте ноћи када је Филип Шајдеман из СПД-а прогласио Вајмарску Републику са балкона Рајхстага.
Децембра 1918, Спартакистичка лига је постала Комунистичка партија Немачке, немачка подружница Комунистичке интернационале (Коминтерне). 1. јануара, 1919, КПД је покушала да преузме власт у Берлину у ономе шта је познато под именом Спартакистички устанак. Он се збио упркос саветима Розе Луксембург, која је сматрала да је устанак преурањен јер је Спартакистичка лига била исувише слаба и да још није имала довољну подршку у радничкој класи.
Покушај револуције је сломљен здруженим снагама СПД-а, Немачке армије, и десничарских паравојних група (Фрајкори), по наређењима канцелара Фридриха Еберта. Роза Луксембург и Карл Либкнехт су уз многе друге убијени док су били у заробљеништву фрајкора, а њихова тела су бачена у реку. Стотине спартакиста су убијени током недеља након устанка.
Остаци Спартакистичке лиге су наставили да делују као Комунистичка партија Немачке (КПД), која је задржала новине лиге, Црвена застава (die Rote Fahne) као свој гласник. Након Другог светског рата, совјетске окупационе снаге у Источној Немачкој су спојиле КПД и СПД у зонама под својом контролом, и поставиле нову Партију социјалистичког јединства на власт у Источној Немачкој.

## Спартакистички манифест 1918.
Питање данас није демократија или диктатура. Питање које је историја ставила дневни ред гласи: буржоаска демократија или социјалистичка демократија. Јер диктатура пролетаријата не значи бомбе, пучеве, немире и анархију како агенти капиталистичких профитера намерно и лажно тврде. Уместо тога, она значи коришћење свих инструмената политичке власти да би се достигао социјализам, извршила експропријација капиталистичке класе, кроз и у складу са вољом револуционарне већине пролатеријата.

## Неки од чланова Спартакистичке лиге
- Лео Јогишес
- Паул Леви
- Карл Либкнехт
- Роза Луксембург
- Јулијан Марчлевски
- Франц Мехринг
- Ернест Мејер
- Вилхелм Пик
- Клара Цеткин